# EN204

## Santo Tirso - Ponte de Lima (proximidades)
A EN 204 é uma estrada nacional que integra a rede nacional de estradas de Portugal.
Iniciava na N 203, em Seara (Ponte de Lima), passa por Barcelos, Vila Nova de Famalicão e termina em Santo Tirso.

Apresenta-se descontinuada nas cidades de Barcelos e Famalicão. Contudo, entre Barcelos e Ponte de Lima, a estrada foi regionalizada.